# Cachou
Pour les articles homonymes, voir Cachou (homonymie). Ne pas confondre avec Noix de cajou.

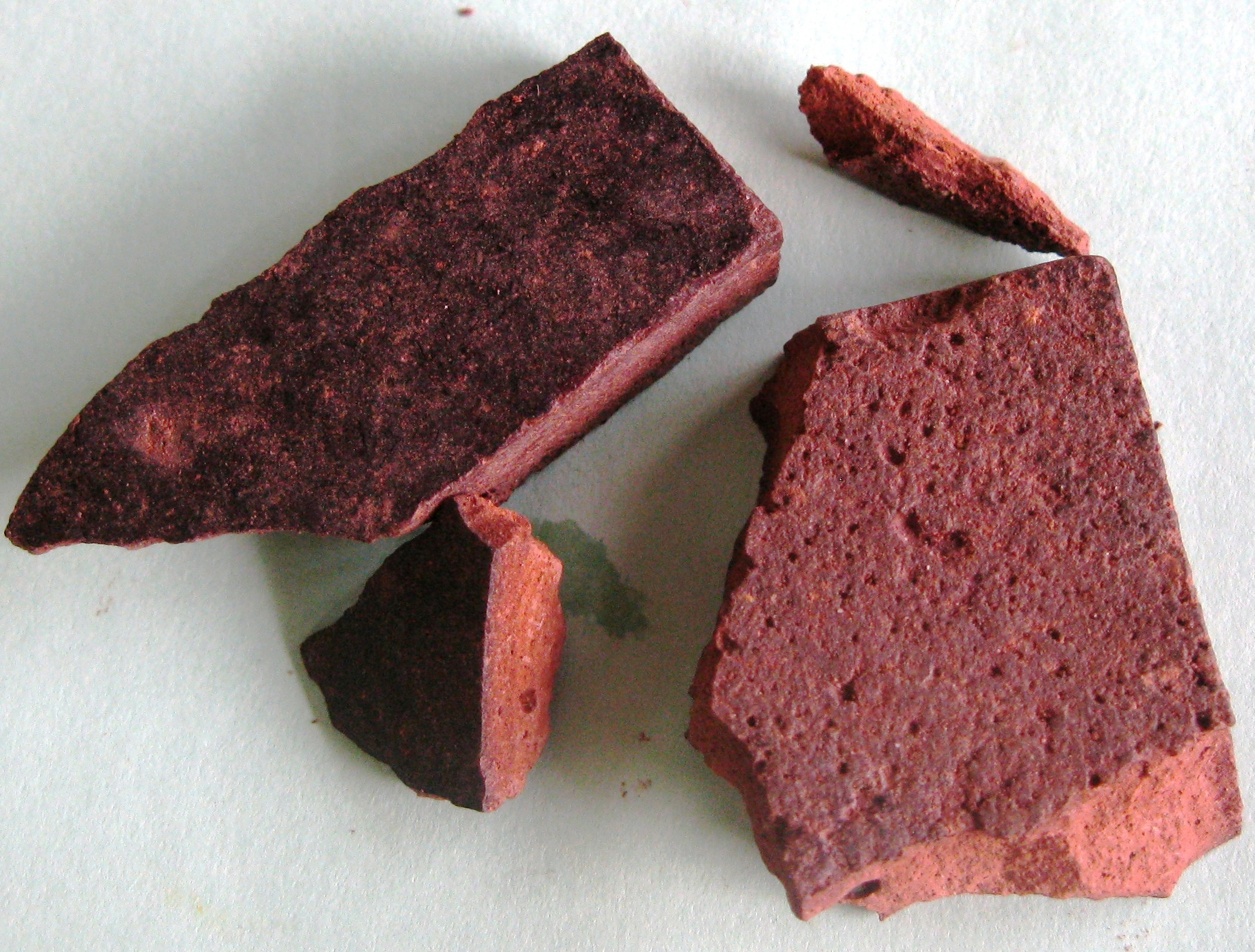
Poudre de cachou

Les cachous sont des sucs astringents de provenances diverses qui se retirent par décoction des fruits de l’Areca catechu L. (Palmiers), du bois de l’Acacia catechu ou des feuilles du Nauclea Gambir Hunt. Ils doivent leurs propriétés aux tanins dont ils sont chargés, flavonoïdes antioxydants (flavanols) dont la catéchine à hauteur de 60 %, d'où l'utilisation en pharmacie (gomme à mâcher ou pastilles telles que le Cachou Lajaunie, aux propriétés toniques, pour la digestion, et en hygiène buccale), en teinture de cachou, et dans le tannage (opération appelée cachoutage) des filets de pêche et des voiles marines (notamment des pêcheurs bretons), à la couleur rouge brunâtre caractéristique,.
Il y avait autrefois six sortes de cachous, dont les « Kinos »[réf. souhaitée].

## Analyse chimique
Les cachous sont essentiellement composés d'une sorte de tannin, qu'on a appelé acide catéchique ou Catéchine (C34 H (s 04 + 3 H2 Q2). En les traitant par l'eau froide ou en évaporant une solution de catéchine, on obtient une substance brune qui a été nommée acide cachoutannique.
La catéchine cristallise en aiguilles soyeuses ; elle précipite les sels ferriques en noir verdâtre, et ne précipite pas la solution de gélatine.
Si l'on abandonne au contact de l'air une solution de catéchine dans un carbonate alcalin, la liqueur se colore peu à peu, et donne par l'acide chlorhydrique un précipité floconneux rouge foncé  formé par de l'acide rubinique. L'acide rubinique précipite les sels métalliques en rouge.
En abandonnant au contact de l'air une solution d'acide catéchique dans la potasse caustique, on obtient un acide noir dit acide japonique, insoluble dans l'alcool et dans l'eau froide, soluble dans l'eau bouillante. Ce nouvel acide précipite en noir la plupart des sels métalliques (Venberg).

## Cachous du commerce
Les Cachous du commerce étaient généralement groupés en trois catégories, selon qu'ils fussent fournis par l’Areca Catechu, par l’Acacia Catechu ou par le Nauclea Gambir.

### Cachou de l'Arec

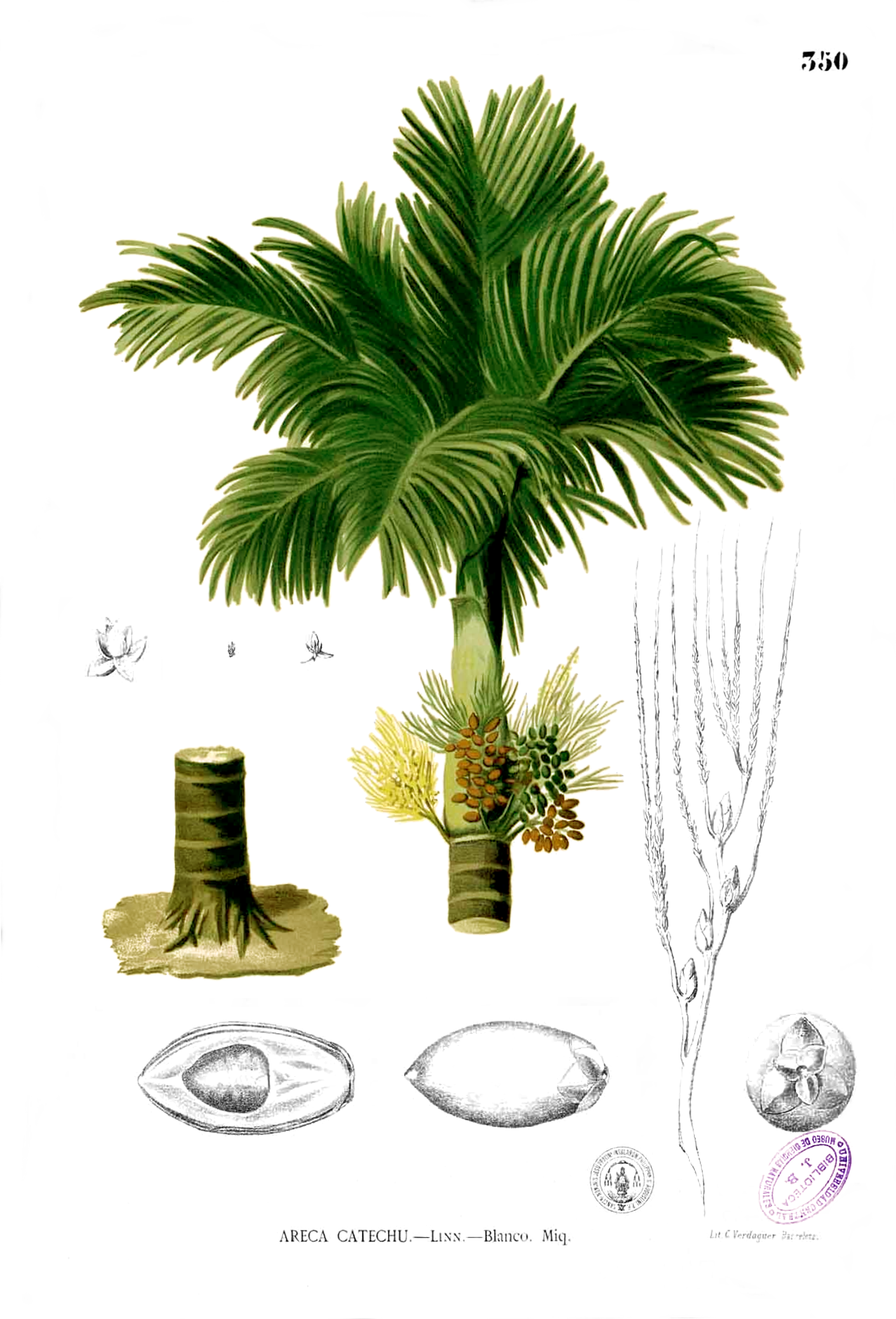
Areca catechu Blanco

On a longtemps cru que le cachou vendu sur les marchés était fait avec l’Areca catechu. Il était  préparé dans le Mysore. On faisait bouillir les noix d'arec dans des vases en fer, puis on les retirait, et la liqueur  était évaporée par ébullition ; on obtenait ainsi une sorte de Cachou noir (Kassu), très astringent, mêlé de glumes de riz et d'autres impuretés. Les noix qui avaient servi à ce premier traitement étaient mises à bouillir dans un nouveau volume d'eau, après avoir été desséchées, puis la liqueur évaporée à chaud fournissait la sorte de Cachou la plus recherchée (Coury), qui est jaune brun, pure et dont la cassure est terreuse. Il y avait quatre sortes de cachou de l'arec :  
1. le cachou en boules, terne et rougeâtre. Il est en masses pesant de 90 à 125 grammes, irrégulières et anguleuses, brun rougeâtre en dehors et couvert de glumes de graminées ; sa cassure est d'un brun foncé près de la surface, gris rougeâtre friable et terreux vers le centre. Il se dissout complètement dans la bouche, avec une saveur astringente et amère, suivie d'un goût sucré très agréable ;
2. le Cachou brun noirâtre, orbiculaire et plat de Ceylan. Cette sorte ne se trouve pas dans le commerce français ; en Angleterre, on le connaît sous le nom de Cachou de Colombo ou de Ceylan. 57 % d'acide catéchique ;
3. Cachou brun noirâtre, amylacé. Il se présente sous forme de pains pesant de 30 à 60 grammes avec des glumes de riz sur l'une de leurs faces, bruns, compacts, durs, pesants et à cassure inégale, un peu brillante. Il renferme beaucoup d'amidon. Une variété de cette sorte est décrite par Guibourt sous le nom de Cachou brun noirâtre amylacé, intermédiaire ; celui-ci ressemble par sa forme à la sorte n°1[réf. souhaitée].

Le Cachou n° 1 correspondrait au Coury, et les trois autres sortes répondent au Kassu. Le cachou de Mysore mélangé à de la chaux et enroulé dans une feuille de bétel est destiné à la mastication par les Indiens.

### Cachou de l'acacia
Cachou de l'acacia catechu

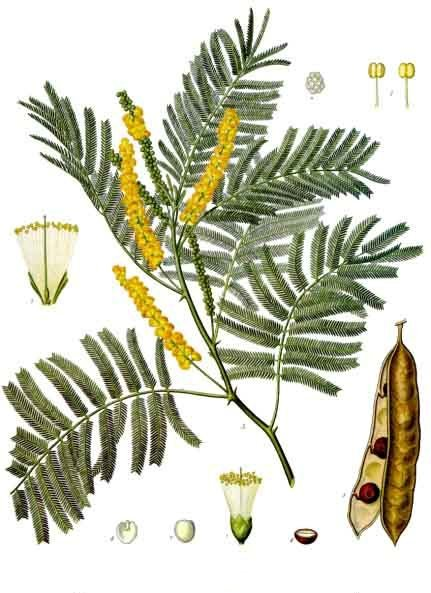
acacia catechu.

Selon Kerr, un chirurgien d'un l'hôpital civil du Bengale, le cachou de l'acacia était autrefois préparé avec le cœur du bois de l'arbre, que l'on réduit en copeaux et que l'on fait bouillir dans des vases en terre, jusqu'à réduction de moitié de l'eau employée. Le décocté est ensuite mis dans un vase plat, et on le réduit à un tiers par évaporation. On laisse reposer la matière pendant un jour, puis on l'expose au soleil, en agitant de loin en loin. Quand la masse est devenue assez consistante, on la coule sur une natte ou sur un drap couvert de cendres de bouse de vache, et on la divise en morceaux quadrangulaires, dont on achève la dessiccation au soleil. On choisit, autant que possible, le bois brun pâle, qui fournit un extrait plus léger et blanchâtre ; le bois trop coloré donne un extrait noir et de moindre qualité[réf. souhaitée].
On le trouvait sur la côte de Malabar, Surate, Pégou et surtout de Bahar.
Il existait plusieurs sortes de Cachous de l'Acacia : 
1. Cachou terne et rougeâtre parallélipède appelé aussi Cachou de Bengale. Il est en pains carrés, sans glumes de riz à l'extérieur, terne et grisâtre vers le centre, un peu compacte et brunâtre près de la surface, formé de couches parallèles, assez facilement séparables et grises en dedans, noires en dehors. Ces couches ainsi séparées ressemblent assez à des fragments d'écorce d'arbre, d'où le nom de Cachou en manière d'écorce d'arbre que Jussieu a donné à cette sorte. On ne le trouve plus dans le commerce ; il en est de même des sortes suivantes :
2. Cachou blanc enfumé,
3. Cachou brun en gros pains parallélépipèdes, Cachou de Bombay,
4. Cachou brun rouge polymorphe,
5. Cachou brun siliceux, qui ne sont pas en réalité des sortes commerciales ; on les a trouvées en quelque sorte accidentellement et elles n'ont plus reparu ;
6. Cachou  du Pégu en masses.

Cette sorte, la seule  vendue autrefois dans le commerce, se présentait sous forme de grosses masses pesant de 50 à 60 kilos. Tantôt l'une de leurs faces porte l'empreinte d'une natte à gros éléments, qui forment des carrés d'environ 1 centimètre de côté (chacun de ces carrés est garni de fines stries rectilignes, dont la direction est perpendiculaire à celle des stries des carrés voisins) ; tantôt elle est recouverte, par places, de feuilles appartenant à des arbres différents ?  Des feuilles de même espèce et des fragments de roseaux ou de bambous se trouvent dispersés dans la masse elle-même, qui est ainsi divisée en deux sortes d'assises irrégulièrement continues. Ce cachou avait l'aspect d'un extrait brun rougeâtre, parfois un peu hépatique, compacte ou creusé de petites cavités. Il  était fragile ; sa cassure est luisante, sa saveur amère, astringente, avec un arrière-goût sucré faible, mais persistant. Cette substance était d'abord divisée en pains assez volumineux, enveloppés chacun dans des feuilles d'arbre  réunis  ensuite dans une enveloppe commune, avant leur complète dessiccation, et soudés pour former  de grandes masses  vendues    dans le commerce. Le cachou du Pégu  officinal arrivait dans le commerce, sous forme de gros pains aplatis, de 40 à 50 kilos, coulés sur des feuilles et enveloppés d'une toile grossière.
Aujourd'hui
« L'extraction du cachou et du katha du cœur de l'Acacia catechu (khair) a été pratiquée en Inde par ébullition dans l'eau depuis des époques très reculées. Les principaux constituants du bois de cœur sont la catéchine (katha), l'acide tannique-cachou et le kheersl. On consomme beaucoup le katha avec la feuille de bétel (Piper betle) dans le sous-continent indien. On utilise le cachou pour la teinture et la conservation en particulier des toiles, voiles et filets de pêche et dans les opérations de forage pétrolier. À l'heure actuelle, il existe deux méthodes de fabrication du katha : 1) la méthode traditionnelle paysanne pour le Bathi katha, le katha brut ou le desi katha et 2) la méthode industrielle. Bien qu'il existe dans le pays une douzaine d'usines qui fabriquent du katha, la plus grande partie est produite selon la méthode traditionnelle dans les forêts » 
La méthode artisanale, dans les bois, comporte  un inconvénient : il y a la moitié de perte. La méthode industrielle est pratiquée par le Forest Research Institute de Dehra Dun, par les moyens suivants : 
- utilisation de récipients en cuivre, aluminium ou acier inoxydable au lieu de pots en terre ;
- utilisation de cuvettes d'évaporation ouvertes en cuivre pour la concentration ; et
- filtrage du katha séparé par une petite presse à filtre manuelle.

### Cachous duNauclea Gambir

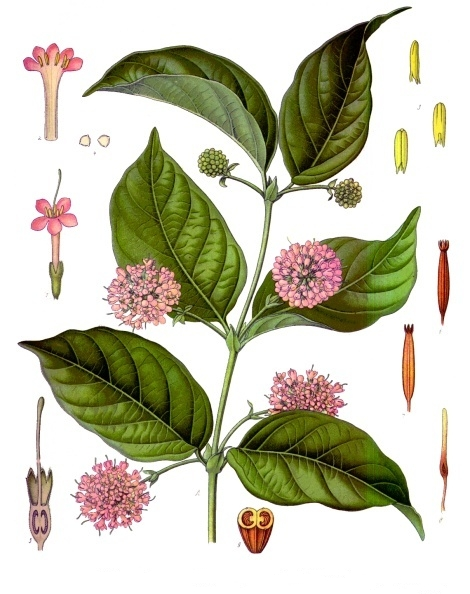
Uncaria gambir

Les Gambir cubique clair vient de Singapour et des îles ou des contrées voisines. Il se présente sous forme de cubes de 2 à 3 centimètres  de côté, à surface brune, d'aspect résineux, assez durs et difficilement rayés par l'ongle. Sauf la couche extérieure très-mince, ces cubes sont entièrement formés d'une matière fauve ou jaune brunâtre clair, à peu près uniforme, légère, spongieuse, mate, très-friable et finement grenue, offrant parfois des sortes de rognons de couleur plus claire, blanc jaunâtre, et dont la substance est encore moins compacte, presque pulvérulente. Le Gambir cubique est léger; il fond, ou mieux se délaie aisément dans la bouche ; sa saveur est amère, astringente, avec un arrière goût sucré agréable. Il contient beaucoup de catéchine.
Une Rubiacée, le Nauclea Gambir, arbrisseau de l'Indochine et de la Malaisie, fournit les sucs astringents que l'on connaît principalement sous le nom de Gambir, préparés de  deux manières :
1. On fait bouillir, avec de l'eau, les feuilles séparées de la tige ; la liqueur obtenue est évaporée en consistance sirupeuse, et on la laisse se refroidir; la matière est ensuite divisée en petits carrés, que l'on fait sécher au soleil.
2. Les feuilles et les jeunes rameaux sont incisés et mis à infuser, pendant quelques heures, dans l'eau, après quoi la liqueur est passée ; il se forme alors un dépôt d'apparence amylacée, que l'on fait épaissir au soleil et que l'on façonne en petits pains ronds.

La première sorte est de couleur brune ; la seconde est presque blanche.

### Le kino
Le médecin anglais Fothergill introduisit 1757 dans la pharmacopée européenne une gomme astringente rouge provenant de la région du fleuve Gambie en Afrique de l'Ouest, nommée Gummi rubrum astringens Gambiense. Elle était tirée d'un arbre nommé Kano en mandingue ; celui-ci fut reconnu plus tard comme le Pterocarpus erinaceus Poiret. Les droguistes anglais continuèrent à recevoir la Gummi rubrum astringens d'Afrique de 1776 à 1792. Puis on trouva sur le marché du kino venant de la Jamaïque ou d'autres régions, importé par la Compagnie britannique des Indes orientales (provenant de Pterocarpus marsupium), comme d'Australie (tiré de Eucalyptus resinifera Sm.). On a ainsi sur le marché actuel :
- le kino du Sénégal, extrait du ptérocarpe hérisson, une légumineuse ;
- le kino d'amboine, extrait du ptérocarpe de Coromandel ;
- le kino de Gambie, extrait de la butée feuillée, une légumineuse ;
- le kino de La Colombie, extrait du palétuvier manguier, une rhizophorée ;
- le kino de l'Australie, extrait de l'eucalyptus résineux, une myrtacée ;
- le kino de la Jamaïque, extrait du raisinier à grappes, une polygonée.

## Vertus médicinales

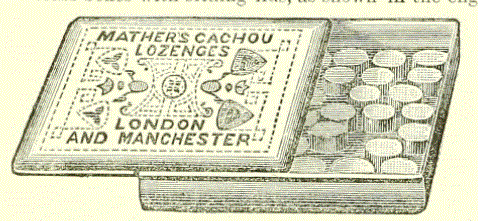
Boîte de cachou (The Chemist and Druggist, 15 May 1879)

Plusieurs cachous ont été utilisés comme remèdes mais aujourd'hui seul le cachou officinal, extrait de l'acacia catechu, est considéré comme propre à la consommation. Celui provenant de l'aréquier est considéré comme toxique, suspecté d'être carcinogène et propice au déchaussement des dents, cependant il est toujours commercialisé dans certains pays d'Asie sous forme de préparation à chiquer[réf. souhaitée].
Le cachou officinal est tonique et astringent ; il a pratiquement disparu de la pharmacopée mais autrefois on le prescrivait en infusion contre la diarrhée, les leucorrhées, les gonorrhées, les catarrhes chroniques, les hémorragies ; il servait comme dentifrice. On l'administrait sous forme de poudre, d'infusion, de teinture, de sirop, d'extrait, de pastilles, de grains ; il entrait autrefois  dans la composition de l'Électuaire astringent de Saunders, de l' Électuaire de copahu composé, de la Confection japonaise, du Cachou de Bologne[réf. souhaitée] et du Cachou Lajaunie, proposé initialement au public pour contrer l'effet du tabac sur l'haleine et la digestion.

## Teinture

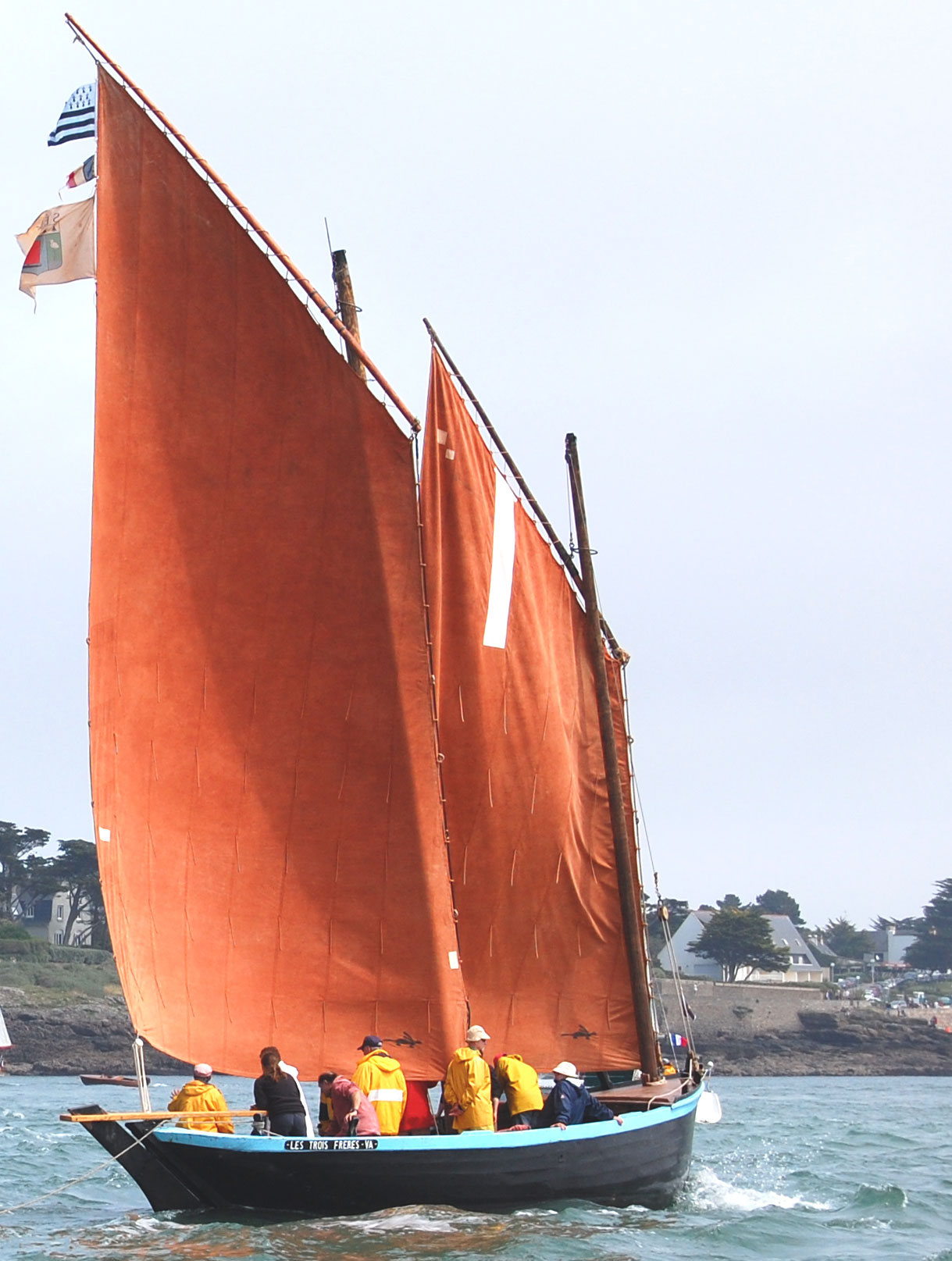
Les voiles du sinagot étaient traditionnellement cachoutées.

Le cachou fut très employé  comme teinture. Il servit depuis des siècles en Chine et en Inde pour colorer en noir des tissus préalablement teints en bleu de cuve. Quelques imprimeurs en faisaient usage en Europe au XVIIIe siècle Cependant, quoique  répandu dans le commerce pour l'usage médicinal et cosmétique, le cachou ne fut appliqué que vers 1830 à l'impression des tissus. Jacques-Juste Barbet de Jouy fut le premier à l'employer, et il s'en servit pendant deux ans à l'insu de ses concurrents ; Jean Schlumberger l'introduisit en Alsace. En 1833, cette matière tinctoriale utilisée pure ou mélangée devint une des plus employées.
Le processus de fabrication pouvait séparer une teinture appelée cachou jaune qui donne une couleur kaki, et le pigment, donnant une teinte brune-rougeâtre.
On a employé, pendant la deuxième moitié du XIXe siècle et la première du XXe siècle, le pigment cachou d'acacia catechu comme teinture donnant une couleur du brun vif au brun rouge plus ou moins foncé. Il servait en particulier à teindre les voiles des navires, dans une couleur caractéristique. La teinture constitue une sorte de tannage qui protège le coton de la voile de la putréfaction.
La teinture, parfois additionnée de quercitron, a servi pour la teinture de toutes autres toiles destinées à être exposées aux intempéries.
Le cachou a pu servir aussi comme virage pour les photographies.